# Antoine de l'Age, duque de Puylaurens
Antoine de l'Age, duque de Puylaurens (1602 - julio de 1635) era un corredor de bolsa francés.
Nació en el seno de una familia tradicional de Languedoc. Vinculado con la casa de Gaston, Duque de Orléans, hermano de Luis XIII,  tuvo fuerte influencia sobre el príncipe y devino su asesor en la intriga política contra el Cardinal Richelieu. Fue Puylaurens quién arregló la escapada de Gaston a Bruselas en 1632 después de la captura de Enrique II de Montmorency, y negoció su regreso con Richelieu, a condición de su reconciliación con el rey. Como recompensa Richelieu le obsequió con la comuna francesa de Aiguillon, erigido en un ducado. Aún con su regreso, volvió a sumarse en intrigas políticas, lo cual lo llevó a estar encarcelado primero en el Louvre en 1635 y después en Vincennes, donde murió el mismo año.